# Doris Pilkington Garimara
Doris Pilkington Garimara (tên khai sinh là Nugi Garimara) cũng có tên là Doris Pilkington (1 tháng 7 năm 1937 – 10 tháng 4 năm 2014), là một nhà văn Úc. Bà được biết đến với tác phẩm phát hành năm 1996 Follow the Rabbit-Proof Fence, kể về câu chuyện của ba cô gái người Úc bản thổ, trong đó có mẹ của Pilkington, bà Molly Craig, người đã trốn thoát khỏi trại định cư sông Moore ở bang Tây Úc và đã đi bộ suốt 9 tuần để về với gia đình.

## Tiểu sử
Pilkington sinh ra tại nhà ga Balfour Downs, gần khu định cư Jigalong, phía bắc bang Tây Úc. Mẹ của bà, Molly, đã đặt tên bà là Nugi Garimara, và tên thường gọi là Doris, theo ý bà chủ ở nhà ga nơi Molly làm việc, Mary Dunnet, người cho Nugi là "một cái tên ngu ngốc". Vì bà không được đăng ký khai sinh nên ngày sinh của bà được công nhận là 1 tháng 7 năm 1937 bởi Văn phòng Vụ Thổ dân. Bà bị tách khỏi sự chăm sóc của mẹ mình và đưa đến trại sông Moore khi mới ba tuổi rưỡi. Em gái bà, Annabelle, cũng bị mang đi khi mới 3 tuổi, và từ khi bị bắt đi đến nay đã không nhận lại cả Molly Craig và Pilkington.

## Sự nghiệp văn chương
Tác phẩm Follow the Rabbit-Proof Fence được xem là minh chứng mạnh mẽ về những hành vi ngược đãi đối với thế hệ bị đánh cắp. Trong tác phẩm kế tiếp, Under the Wintamarra Tree, bà thuật lại chi tiết quá trình rời khỏi trại Sông Moore của bản thân. Home to Mother là phiên bản truyện thiếu nhi của Follow the Rabbit-Proof Fence. Thông qua bốn tác phẩm gồm: Caprice, a Stockman's Daughter, Follow the Rabbit-proof Fence, Home to Mother, và Under the Wintamarra Tree, Pilkington đã thuật lại câu chuyện của ba thế hệ phụ nữ trong gia đình bà. Cuốn sách đã được chuyển thể sang phiên bản điện ảnh năm 2002 và nhận được nhiều thành công trên thế giới, đạo diễn bởi Phillip Noyce.
Năm 1990 cuốn sách Caprice: A Stockman's Daughter, phần đầu của bộ ba tác phẩm, đoạt  giải thưởng văn học Queensland, hạng mục Unpublished Indigenous Writer – The David Unaipon Award. Bà được bổ nhiệm là người đồng bảo trợ cho Australia's State and Federal Sorry Day committee’s Journey of Healing trong năm 2002. Vào tháng 5 năm 2008 bà được trao giải thưởng Red Ochre Award  trị giá 50.000 đô-la, dành cho người nghệ sĩ bản địa vì những cống hiến lâu dài và nổi bật cho nghệ thuật của cộng đồng Thổ dân và người dân trên đảo Torres Strait tại quê nhà và ở nước ngoài.

## Qua đời
Doris Pilkington Garimara mất ngày 10 tháng tư 2014 tại Perth, Tây Úc vì ung thư buồng trứng, hưởng thọ 76 tuổi. 

## Bibliography
- Caprice, A Stockman's Daughter, (UQP, 1991) ISBN 0702224006
- Follow the Rabbit-Proof Fence, (UQP, 1996) ISBN 0702227099
- Under the Wintamarra Tree, (UQP, 2002) ISBN 0702233080
- Home to Mother, (UQP, 2006)